# Karl Friedrich Eichhorn

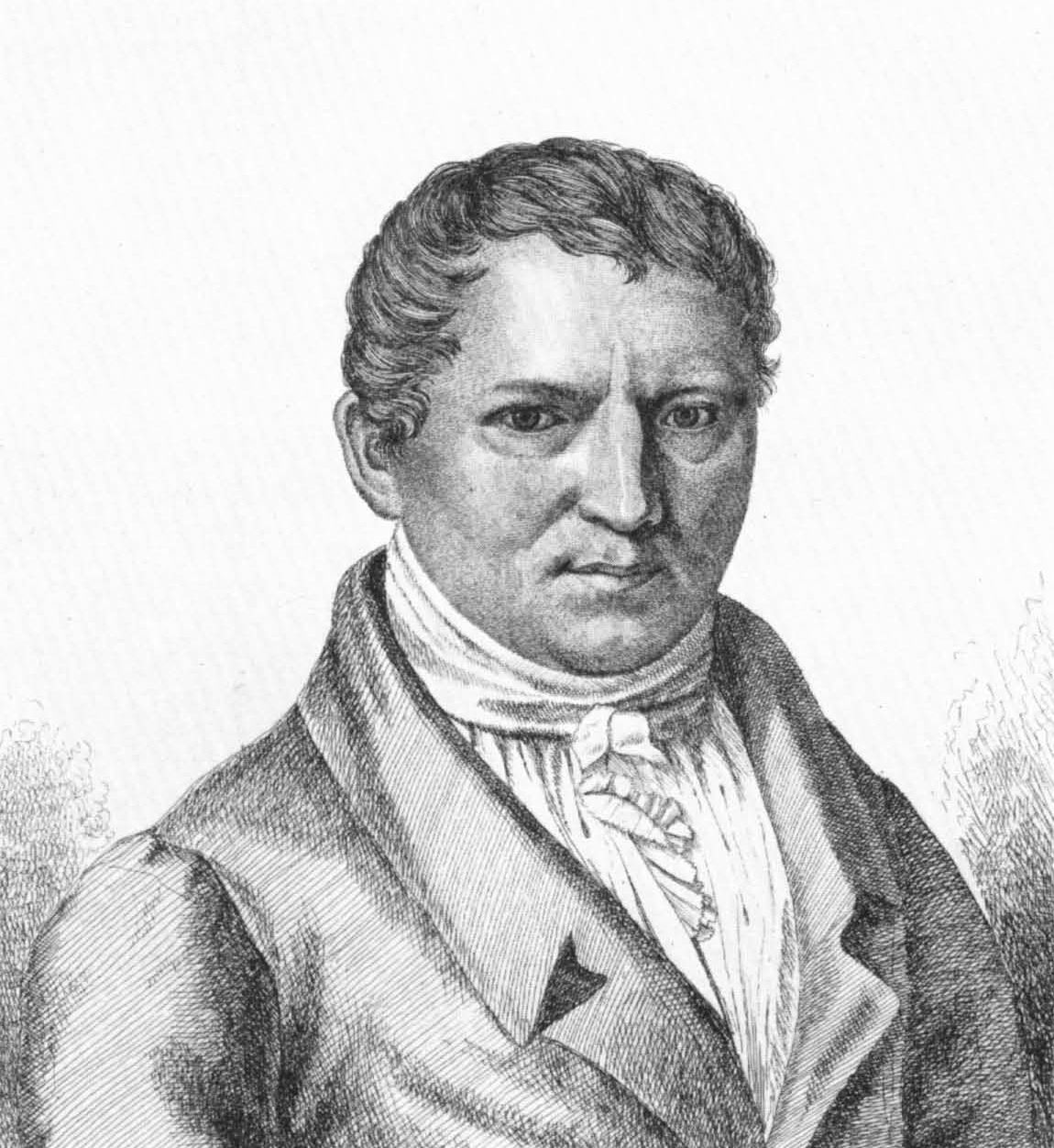
Karl Friedrich Eichhorn

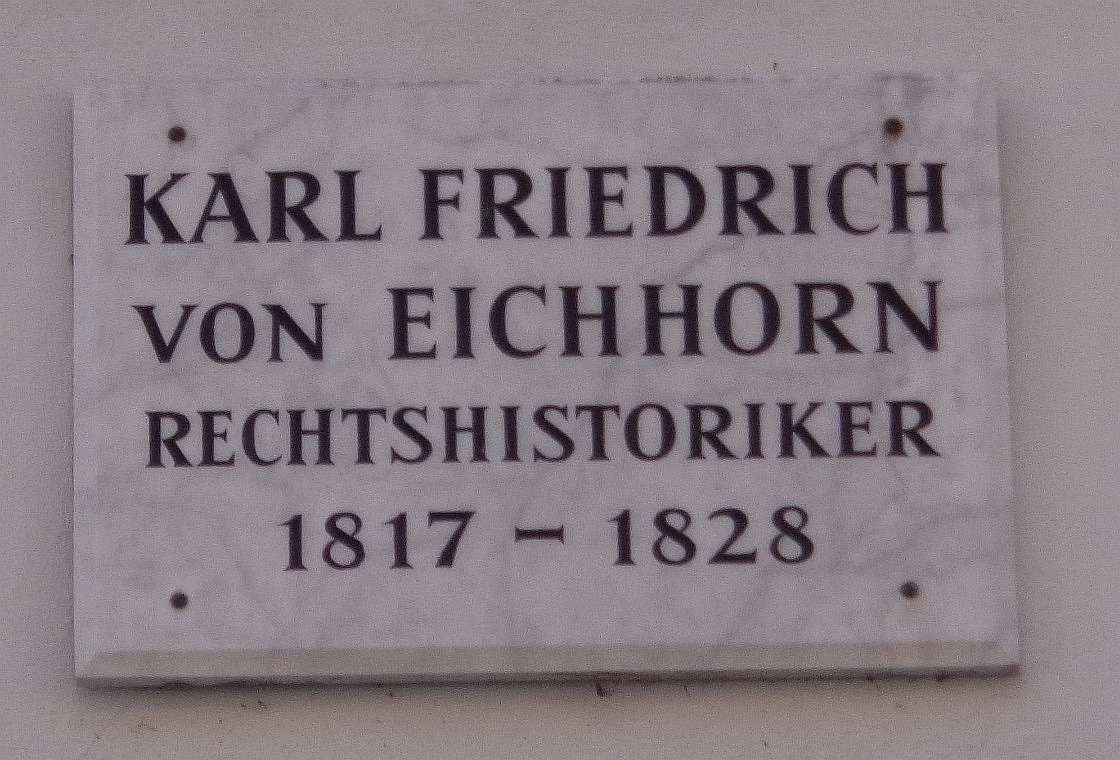
Göttinger Gedenktafel für Eichhorn

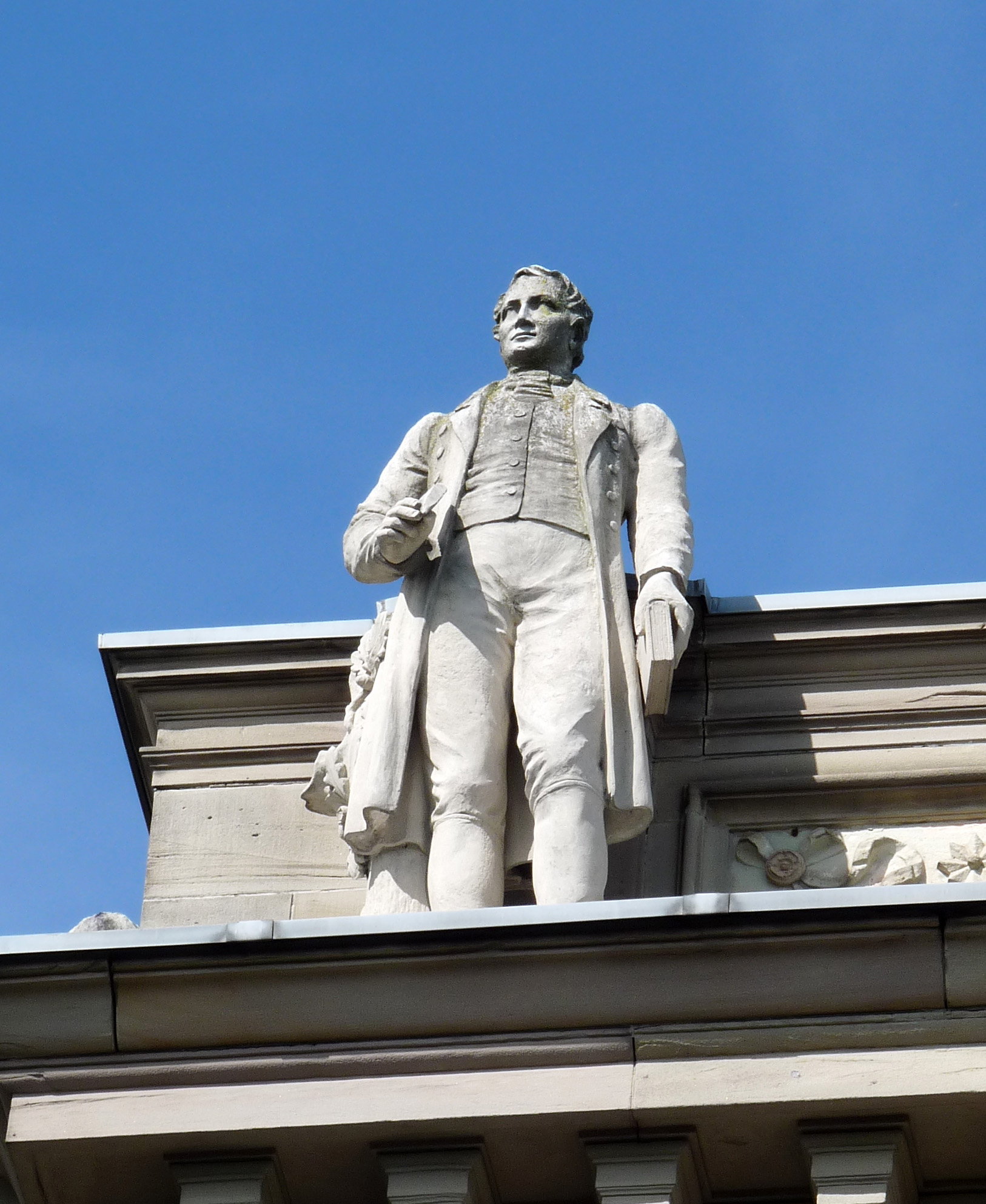
Eichhorn-Statue auf dem Hauptgebäude der Universität Straßburg

Karl (auch: Carl) Friedrich Eichhorn (* 20. November 1781 in Jena; † 4. Juli 1854 in Köln) war ein deutscher Rechtswissenschaftler und Hochschullehrer.

## Leben
Karl Friedrich Eichhorn wurde als Sohn des Professors für orientalische Sprachen, Johann Gottfried Eichhorn, geboren.
Eichhorn wurde 1801 mit der Dissertation De differentia inter austraegas et arbitros compromissarios (Prozessrecht) promoviert. Mit seiner Deutschen Staats- und Rechtsgeschichte legte er die erste quellenorientiert verfasste und im modernen Sinn wissenschaftlich erarbeitete Gesamtdarstellung der deutschen Rechtsgeschichte vor. Eichhorn gilt, als Vertreter des germanistischen Zweiges, mit Friedrich Carl von Savigny als Gründer der historischen Schule der deutschen Rechtswissenschaft.
Von 1806 bis 1811 war Eichhorn Professor der Rechtswissenschaften an der Brandenburgischen Universität Frankfurt, von 1811 bis 1816 an der Universität zu Berlin, von 1817 bis 1829 an der Universität Göttingen und von 1832 bis 1833 wieder in Berlin. In Göttingen, wo er neben Kirchenrecht auch Staatsrecht und Geschichte lehrte, hatte er großen Erfolg bei den Studenten; er musste einen Wirtshaussaal mieten, um darin seine Vorlesungen zu halten – die „Pandektenscheune“. Sein Spitzname unter den Studenten (Rittmeister Markulf) verweist auf die frühmittelalterliche Formelsammlung des Markulf.
1813 und 1814 war Eichhorn Freiwilliger in den Koalitionskriegen. Er trat dem 4. kurmärkischen Landwehr-Kürassierregiment bei und wurde Rittmeister sowie Eskadronchef. Eichhorn nahm unter anderem an der Schlacht bei Großbeeren, der Schlacht bei Dennewitz und der Völkerschlacht bei Leipzig teil. Ab 1815 gab er die Zeitschrift für geschichtliche Rechtswissenschaft heraus. 1831 wurde Eichhorn Geheimer Legationsrat im Preußischen Ministerium des Auswärtigen und später Obertribunalsrat. Im Jahre 1838 wurde er Preußischer Staatsrat. 1843 und 1844 war er Mitglied des Oberzensurgerichts.
1842 wurde Eichhorn der Orden Pour le Mérite für Wissenschaften und Künste verliehen. Des Weiteren erhielt er 1847 den preußischen Roten-Adler-Orden und im Jahre 1853 den  Bayerischen Maximiliansorden für Wissenschaft und Kunst. Seit 1832 war er Mitglied der Preußischen und seit 1839 der Bayerischen Akademie der Wissenschaften.
Eichhorn starb 1854 im Alter von 72 Jahren in Köln. Seit 1810 war er verheiratet mit Louise Juliane, geborene Heinrich (1785–1860), Tochter des Historikers Christoph Gottlob Heinrich aus Jena. Die gemeinsame Grabstätte befindet sich auf dem Kölner Melaten-Friedhof. Sie wird nun anderweitig als Patenschaftsgrab verwendet.

## Schriften
- Deutsche Staats- und Rechtsgeschichte. 4 Bände. 1808–1823; 2., verb. Auflage, 1818–1819 (Digitalisat), 5. Auflage, 1842–1844 (Nachdruck 1983). Teil III: online.
- Ueber das geschichtliche Studium des Deutschen Rechts. In: Zeitschrift für geschichtliche Rechtswissenschaft. 1, 1815, S. 124–146.
- Einleitung in das deutsche Privatrecht mit Einschluß des Lehenrechts. Vandenhoeck u. Ruprecht, Göttingen 1823, Nachdruck 2000, ISBN 3-8051-0703-X.
- mit Friedrich Carl von Savigny (Hrsg.): Zeitschrift für geschichtliche Rechtswissenschaft. Berlin, 1815–1850.